# Terencjusz Teodorowicz
Tierientij Pawłowicz Tieodorowicz, ros. Терентий Павлович Теодорович (ur. 29 marca?/10 kwietnia 1867 we wsi Werbyczna (Powiat kowelski), zm. 25 września 1939 w Warszawie) – rosyjski, a następnie polski duchowny prawosławny, pisarz, emigrant.
W 1887 r. ukończył wołyńskie seminarium duchowne, a następnie akademię duchowną w Moskwie. Został wykładowcą w żeńskiej szkole eparchialnej w Krzemieńcu. W 1895 r. został wyświęcony na diakona, następnie na kapłana, po czym objął probostwo w Dratowie. W 1902 r. przybył do Warszawy, gdzie pełnił posługę duchowną w soborze katedralnym św. Trójcy. W 1910 r. został proboszczem cerkwi Zaśnięcia Matki Bożej. W latach 1917–1918 uczestniczył w Soborze Lokalnym Rosyjskiego Kościoła Prawosławnego w Moskwie. W 1921 r. powrócił do Warszawy. Od poł. lat 20. był proboszczem parafii przy soborze metropolitalnym św. Marii Magdaleny. W 1930 r. został członkiem komisji przedsoborowej Polskiego Autokefalicznego Kościoła Prawosławnego. Zginął 25 września 1939 r. podczas bombardowania miasta przez lotnictwo niemieckie.
Ojciec Heleny, malarki.